# Омега-Сіті
Омега-Сіті — житловий мікрорайон площею у 2,3 га в Гагарінському районі Севастополя на вулиці Челнокова неподалік від Круглої бухти. Мікрорайон складається із п'яти п'ятиповерхівок та однієї десятиповерхівки. Зведений забудовником фірмою Парангоном протягом 2011–2012 років. Будинки мають нумерацію від 12/1 до 12/6.
Квартири в будинках мікрорайону одно-, дво- і трикімнатні площею від 31 м² до 80 м². Між будинками 12/1, 12/2 та 12/6 і будинками 12/4 і 12/5 є дитячі майданчики. На першому поверсі будинку 12/1 та цокольному поверсі будинку 12/4, зі сторін які виходять на автомобільні дороги, розташовані торгово-офісні приміщення. Перед будинками створені місця для паркування автомобілів. До мікрорайону веде нова асфальтна дорога. Створена зупинка для громадського транспорту.
Мікрорайон має власний російськомовний сайт[недоступне посилання з липня 2019].